# Josef Čtyřoký
Josef Čtyřoký (Smíchov, Imperio austrohúngaro, 30 de septiembre de 1906-Checoslovaquia, 11 de enero de 1985) fue un futbolista checoslovaco que jugaba como defensa.

## Selección nacional
Fue internacional con la selección de fútbol de Checoslovaquia en 42 ocasiones, y jugó la Copa del Mundo de 1934 disputada en Italia, donde Checoslovaquia perdió la final contra los anfitriones.

### Participaciones en Copas del Mundo
| Mundial                        | Sede   | Resultado  | Partidos | Goles |
| ------------------------------ | ------ | ---------- | -------- | ----- |
| Copa Mundial de Fútbol de 1934 | Italia | Subcampeón | 4        | 0     |

## Clubes
| Club         | País           | Año       |
| ------------ | -------------- | --------- |
| Slavia Praga | Checoslovaquia | 1925-1928 |
| SK Kladno    | Checoslovaquia | 1928-1930 |
| Sparta Praga | Checoslovaquia | 1930-1939 |

## Palmarés

### Campeonatos nacionales
| Título           | Club         | País                              | Año  |
| ---------------- | ------------ | --------------------------------- | ---- |
| Primera División | Sparta Praga | Checoslovaquia                    | 1932 |
| Primera División | Sparta Praga | Checoslovaquia                    | 1936 |
| Primera División | Sparta Praga | Checoslovaquia                    | 1938 |
| Primera División | Sparta Praga | Protectorado de Bohemia y Moravia | 1939 |

### Copas internacionales
| Título                 | Club         | Sede                   | Año  |
| ---------------------- | ------------ | ---------------------- | ---- |
| Copa de Europa Central | Sparta Praga | Praga (Checoslovaquia) | 1935 |